# Fonds national de solidarité pour la promotion d'emplois jeunes
Le Fonds national de solidarité pour la promotion d'emplois jeunes était un établissement public ivoirien à caractère industriel et commercial institué par le décret N°2003-487 du 18 décembre 2003. La création de cet établissement répondait à la volonté de favoriser, en partenariat avec le système bancaire et financier national et international, l'accès au crédit des jeunes entrepreneurs et entreprises créatrices d'emplois pour les jeunes.
En 2005, le FNS avec trois autres organismes le Fonds de Développement de la Formation Professionnelle (FDFP), l’Agence Nationale de la Formation Professionnelle (AGEFOP) et l’Agence d'études et de promotion de l'emploi) créaient un dispositif national d’insertion des jeunes par l’activité économique, la Plate-Forme de Services - Côte d’Ivoire (PFS-CI),
.
Jusqu’en 2011, les activités du FNS ont été très modestes, et étaient essentiellement concentrées sur Abidjan et la région des Lagunes, qui constituaient environ 70 % de ses activités. Il a été beaucoup plus actif de août 2011 à août 2012, période pendant laquelle il a publié un bulletin gratuit « FNS Actu' - Bulletin mensuel d'informations ».
Le FNS a été dissout le 8 août 2012 et ses attributions transférées à l'Autorité pour le désarmement, la démobilisation et la réintégration socio-économique des ex-combattants » (ADDR).